# Ульссон, Анна (лыжница)
А́нна У́льссон (швед. Anna Olsson, урождённая Дальберг, род. 1 мая 1976 года в Крамфорсе, Швеция) — известная шведская лыжница, олимпийская чемпионка, призёр чемпионата мира, победительница этапов Кубка мира. Специализируется в спринте. Жена известного шведского лыжника Юхана Ульссона.
В Кубке мира Ульссон дебютировала в 1997 году, в феврале 2006 года одержала свою первую победу на этапе Кубка мира в спринте. Всего на сегодняшний момент имеет две победы на этапах Кубка мира, по одной в спринте и эстафете. Лучшим достижением Ульссон в общем итоговом зачёте Кубка мира является 11-е место в сезоне 2004-05. 
На Олимпиаде-2002 в Солт-Лейк-Сити показала следующие результаты: масс-старт 15 км — 36-е место, 10 км классикой — 40-е место, спринт — 33-е место, эстафета — 12-е место, 30 км классикой — 39-е место.
На Олимпиаде-2006 в Турине завоевала золото в командном спринте, кроме того показала следующие результаты: эстафета — 4-е место, спринт — 10-е место.
На Олимпиаде-2010 в Ванкувере, приняла участие в четырёх гонках: 10 км свободным стилем — 24-е место, спринт — 4-е место, эстафета — 5-е место, масс-старт 30 км — 9-е место.
За свою карьеру принимала участие в шести чемпионатах мира, на которых завоевала одну серебряную медаль.
Использует лыжи производства фирмы Fischer, ботинки и крепления Salomon. 